# 斑羚属
斑羚属是介于山羊和羚羊之间的小型牛科动物，與鬣羚屬是姐妹群，主要分布在东亚、东南亚和南亚地区。

## 物種
本属有五种：
- 红斑羚：中国的云南和西藏，以及印度和缅甸的北部。
- 长尾斑羚（中华斑羚；異名：华南山羚、灰斑羚）：俄罗斯东部、中国直到东南亚的泰国西部和缅甸东部。
- 缅甸斑羚
- 喜马拉雅斑羚：印度东北部、尼泊尔、不丹和巴基斯坦北部。